# Croix du carrefour de la gendarmerie
La croix du carrefour de la gendarmerie est une croix du XVIe siècle située sur la commune de Rougemont dans le département français du Doubs.

## Localisation
La croix est située au centre du village, à l'intersection de la route départementale 486, et de la route de la grande côte.

## Histoire
La croix date du XVIe siècle. Elle fut l'objet de rogations jusqu'au début du XXe siècle. Elle est inscrite aux monuments historiques le 12 janvier 1990.

## Description
D'une hauteur de 3,79 mètres, et en pierre de taille, la croix repose sur un piédestal surmonté d'une colonne octogonale.
La croix possède plusieurs figurations : sur un des côtés, un Christ en croix avec sa couronne d'épines et la représentation de Marie-Madeleine à ses pieds ; sur l'autre côté de la croix, on voit une Vierge.